# Karl Kohaut
Karl Ignaz Augustin Kohaut (auch Carl Cohaut oder Kohot) (getauft am 26. August 1726 in Wien; † 6. August 1784 ebenda) war ein österreichischer Lautenist, Komponist und Beamter.

## Leben
Karl Kohaut war der Sohn von Jakob Joseph Kohaut (auch Jacob Carl Kohaut; vermutlich geboren in Prag),  dem Lehrer von Ernst Gottlieb Baron in Breslau (um 1710) und Hofmusiker beim Obersthofmeister Fürst Adam Franz Karl Schwarzenberg. Karl Kohaut war ab 1758 Staatsbeamter und ab 1778 Sekretär der Kaiserlichen Hof- und Staatskanzlei. Über seine musikalische Ausbildung ist nichts bekannt. Im Kreis des Barons Gottfried van Swieten lernte er die Kantaten von Bach und die Oratorien Händels kennen. Auch wirkte er dort als Geiger in den Streichquartetten von Haydn und Mozart mit und musizierte mit dem Violinisten Josef Starzer. Kohaut galt zu seiner Zeit als der beste Lautenist Wiens. Ernst Ludwig Gerber bezeichnete ihn in seinem Musicalischen Lexikon von 1790 als „der größte jetzt lebende Lautenist“.
Kohaut schuf zahlreiche Werke mit Laute, in verschiedene Besetzungen. Am 17. März 1777 übernahm er bei einem Konzert der „Tonkünstler-Sozietät“ den Solopart in einem seiner Lautenkonzerte. In Kloster Melk wurde 1764 in Anwesenheit von Kaiser Joseph II., den er nach Frankfurt begleitete, die Kantate „Applausus Mellicensis“ aufgeführt. In Melk und im Stift Göttweig wurden seine Messen häufig gespielt.
Karl Kohaut blieb ledig. Er war der Bruder des böhmischen Komponisten Josef Kohaut.

## Werke (Bekannt)
- 7 Lautenkonzerte
- Kammermusik für Laute (Divertimenti primo per il liuto obligato, due violini e basso)
- 12 Sinfonien
- 1 Streichquartett
- 2 Kantaten (Applausus Mellicensis, Securitas Germaniae)
- 8 Messen (Missa S. Willibaldi)